# Les Paravents
Les Paravents est une pièce de théâtre de Jean Genet écrite en 1961 et représentée pour la première fois le 16 avril 1966 au théâtre de l'Odéon par la compagnie Renaud-Barrault.
La pièce, en tableaux, se déroule pendant la guerre d'Algérie (1954-1962) ; l'auteur y brosse un portrait très sévère de l'armée française.

## Réactions
La création des Paravents en 1966, quatre ans après la fin de la guerre d'Algérie, est perçue par différents mouvements nationalistes et ultranationalistes comme une atteinte à l'image virile de la France coloniale. Sa représentation au théâtre de l'Odéon est l'occasion de violentes manifestations du groupuscule d'extrême droite Occident et de certains anciens combattants d'Afrique du Nord et d'Indochine, autour et parfois à l'intérieur même du théâtre.
Alain Madelin et Patrick Devedjian participent quotidiennement à ces protestations, allant jusqu'à jeter des rats et du gaz lacrymogène sur scène pour réclamer l'arrêt des représentations.
Même à l'Assemblée, certains remous se font sentir, qu'André Malraux, alors ministre de la Culture de la Ve République, parvient à calmer.

## Distribution d'origine
- Jacques Alric : Le Gendarme
- Amidou : Saïd
- Paule Annen : Leila
- Jean-Louis Barrault : Si Slimane
- Annie Bertin : Malika
- Maria Casarès : La Mère
- Gabriel Cattand : Le Lieutenant
- Marie-Hélène Dasté : Mme Blankensee
- Paul Descombes : Sir Harold
- François Gabriel : Le Fils de sir Harold
- Jean-Pierre Granval : Habib
- Germaine Kerjean : Kadidja
- Jane Martel
- Michèle Oppenot
- Régis Outin : M. Blankensee
- Marcelle Ranson : Ommou
- Madeleine Renaud : Warda
- Bernard Rousselet : Le Sergent
- Dominique Santarelli
- Georges Sellier : Malik
- Tania Torrens : La Vamp
- André Weber : Pierre